# 4894 Ask
4894 Ask је астероид главног астероидног појаса са средњом удаљеношћу од Сунца која износи 2,173 астрономских јединица (АЈ).
Апсолутна магнитуда астероида је 13,5.